# Oxford (New York)
Pour les articles homonymes, voir Oxford (homonymie).
Ne doit pas être confondu avec Oxford (village, New York).
Oxford est une ville située dans le comté de Chenango, dans l'État de New York, aux États-Unis. En 2010, elle comptait une population de 3 901 habitants, estimée au 1er juillet 2016 à 3 811 habitants.

## Démographie
Lors du recensement de 2010, la ville comptait une population de 3 901 habitants. Elle est estimée, en 2016, à 3 811 habitants.